# Offensive de Deir ez-Zor (2014)
Pour les articles homonymes, voir Offensive de Deir ez-Zor.
Guerre civile syrienne
Batailles
L'offensive de Deir ez-Zor a lieu lors de la guerre civile syrienne. Elle est lancée par les djihadistes salafistes de l'État islamique en Irak et au Levant (EIIL) avec pour objectif de s'emparer du gouvernorat de Deir ez-Zor et de rétablir la jonction entre ses forces en Syrie et celles en Irak.
Après près de trois mois de combats, les forces de l'EIIL sont victorieuses et s'emparent de 95 à 98 % du gouvernorat de Deir ez-Zor. Les rebelles du Front al-Nosra, du Front islamique et de l'Armée syrienne libre sont chassés du gouvernorat tandis que les loyalistes ne contrôlent que la partie ouest de la ville de Deir ez-Zor.

## Prélude
En février 2014, l'EIIL est chassé du Gouvernorat de Deir ez-Zor par les rebelles issus du Front Al-Nosra, du Front islamique et d'autres brigades. 
L'EIIL tente ensuite de se réimplanter dans le gouvernorat de Deir ez-Zor, riches en ressources pétrolières. Le 10 avril, il attaque la ville de Boukamal, située sur la frontière irakienne, mais il est repoussé par les rebelles.

## Déroulement
Le 30 avril 2014, des combats éclatent dans les environs de Al-Busayrah, une ville située à une trentaine de kilomètres au sud-est de Deir ez-Zor.
Les affrontements opposent les djihadistes rivaux de l'État islamique en Irak et au Levant et du Front al-Nosra. Les premiers ont d'abord l'avantage et prennent la ville d'Abriha à leurs adversaires. 
Les djihadistes du Front al-Nosra brûlent plusieurs maisons à Al-Busayrah, tandis que ceux de l'EIIL font de même à Abriha. Les affrontements provoquent la fuite de plusieurs dizaines de milliers d'habitants, dont 35 000 d'Al-Busayrah, 15 000 d'al Zir et 12 000 d'Abriha. Certains réfugiés s'enfuient jusqu'en Turquie, d'autres se dispersent à différents endroits du gouvernorat de Deir ez-Zor.
Selon l'OSDH, les hommes de l'EIIL surprennent les combattants dans plusieurs villages et en tuent 35, dont plusieurs sont exécutés. Cependant le Front al-Nosra et ses alliés parviennent à prendre le contrôle du village de al-Sabha au terme de combats ayant fait 11 morts dans leurs rangs, 23 morts du côté l'EIIL ainsi que 5 civils tués.  
Au 3 mai, les combats ont fait 62 morts dans les deux camps selon l'Observatoire syrien des droits de l'homme (OSDH). Deux jours plus tard, l'OSDH élève le bilan à plus de 160 morts.
Le 9 mai, les forces de l'EIIL ont l'avantage et reprennent le contrôle de l'ouest du gouvernorat de Deir ez-Zor. Le 10 mai, des combats ont lieu à Jadid A’keidat, à l'est de Deir ez-Zor, ainsi qu'à la ville industrielle d'al-Ma'amel. À cette date, les affrontements ont provoqué la fuite de plus de 100 000 civils selon l'OSDH. D'après ce même organisme, plusieurs civils et 230 combattants ont été tués dans les affrontements livrés entre le 30 avril et le 10 mai, dont 146 du côté d'al-Nosra et de ses alliés,,.
Le 8 juin, des affrontements à Khocham font 17 morts dans les rangs d'Al-Nosra et 28 du côté de l'EIIL selon l'OSDH.
À la date du 10 juin, l'OSDH estime que les combats livrés dans le gouvernorat de Deir ez-Zor depuis le 30 avril ont fait 241 morts du côté de l'EIIL et 354 chez les rebelles islamistes du Front al-Nosra et du Front islamique. De plus 39 civils ont été tués, dont cinq enfants.
Le 16 juin, à Chmeytiyeh, au nord du gouvernorat, six combattants rebelles dont des hommes du Front al-Nosra sont tués par un véhicule piégé. 
Le même jour, dans la soirée, les forces de l'EIIL attaquent les rebelles dans le village de Bassira, à l'est du gouvernorat.
Le 25 juin 2014, Abu Yusuf Al Masri, commandant du Front al-Nosra à Abou Kamal fait défection et rallie l'EIIL avec ses hommes. En réaction, le Front al-Nosra lance une attaque pour reprendre la ville le 28 juin.
Le 29 juin, l'EIIL proclame le rétablissement du califat et prend le nom d'État islamique (EI). Début juillet, les forces du Front al-Nosra et des autres groupes rebelles syriens s'effondrent dans l'est du gouvernorat de Deir ez-Zor. Plusieurs tribus locales font allégeance à l'État islamique, à Chouheil des rebelles islamistes font défection pour rejoindre l'EI, à Aachara des hommes du Front al-Nosra font de même. Le 3 juillet, l'État islamique s'empare de la ville de Mayadine, il prend également le champ pétrolier d’Al-Omar, l'un des plus grands de la Syrie,.
Le 14 juillet, les rebelles abandonnent la ville de Deir ez-Zor. Issus pour la plupart du Front al-Nosra et d'Ahrar al-Cham, ils prennent la fuite ou font défection pour rallier l'État islamique. Le commandant d'al-Nosra est tué par l'EI qui hisse son drapeau. Selon l'OSDH, 95 à 98 % du gouvernorat de Deir ez-Zor tombe entre les mains de l'EI qui s'empare également de la moitié de la ville de Deir ez-Zor. L'autre partie demeure sous le contrôle des forces loyalistes, celles-ci tiennent notamment l'aéroport militaire situé à la périphérie et quelques villages.

## Suites
En août 2014, menée par le cheikh Rafaa Aakla al Radjou, la tribu des Al Cheitaat se révolte contre l'État islamique. Celle-ci compte 70 000 membres et s'oppose à la prise de gisements de pétrole par les djihadistes en juillet. Les forces de l'EI réagissent brutalement contre les Al Cheitaat et massacrent 700 personnes en deux semaines, dont 100 combattants et 600 civils. 300 personnes sont notamment tuées en une journée à Ghraneidj,,,.